# If I'm Lucky (canción)
«If I'm Lucky» es una canción del cantante y compositor estadounidense Jason Derulo. Fue lanzado el 1 de septiembre de 2017, como el segundo sencillo de su quinto álbum de estudio, 777. La canción fue escrita por Derulo y Justin Tranter, mientras que la producción estuvo a cargo de Mattman & Robin.

## Antecedentes y liberación
Mientras hablaba de la canción en una entrevista con Billboard, Derulo dijo: "Me encanta la sensación emocional que estalla. El efecto del eco, suena como si estuviera en una habitación vacía. Creo que parece que no escribo nada más. Es una canción emocional con la que puedes bailar. Y el tema que creó que es realmente genial, es uno del que nunca se ha hablado -- tener un amor que fracasa en esta vida, pero era un amor que era tan bueno que tal vez el amor funcionará en la próxima vida". El 1 de septiembre de 2017 se subió al canal de YouTube de Derulo el vídeo lyric oficial de "If I' m Lucky". Siendo inspirada por el vídeo musical de la canción Thriller de Michael Jackson y cuenta con Derulo bailando con bailarines zombi.

## Vídeo musical
El 20 de septiembre de 2017, el tráiler del vídeo musical fue subido al canal de YouTube de Derulo. El vídeo completo se estrenó el 22 de septiembre.

## Presentaciones en vivo
Derulo interpretó la canción en vivo por primera vez en el show Good Morning America el 1 de septiembre de 2017 y luego la interpretó en Sounds Like Friday Night el 27 de octubre de 2017.

## Listas
| Lista (2017)                                | Mejor posición |
| ------------------------------------------- | -------------- |
| Australia (ARIA)                            | 59             |
| Austria (Ö3 Austria Top 40)                 | 39             |
| Bélgica (Flandes) (Ultratip Bubbling Under) | 1              |
| Bélgica (Valonia) (Ultratip Bubbling Under) | 23             |
| Canadá (Canadian Hot 100)                   | 75             |
| Francia (SNEP)                              | 167            |
| Alemania (Media Control AG)                 | 31             |
| Hungría (Rádiós Top 40)                     | 31             |
| Ireland (IRMA)                              | 45             |
| Lebanon (Lebanese Top 20)                   | 18             |
| Países Bajos (Dutch Top 40)                 | 33             |
| Países Bajos (Mega Single Top 100)          | 57             |
| New Zealand Heatseekers (RMNZ)              | 1              |
| Romania (Airplay 100)                       | 15             |
| Escocia (Scottish Singles Sales Chart)      | 25             |
| Eslovaquia (Rádio Top 100)                  | 21             |
| España (Top 100 Canciones)                  | 29             |
| Suecia (Sverigetopplistan)                  | 54             |
| Suiza (Schweizer Hitparade)                 | 77             |
| Reino Unido (UK Singles Chart)              | 28             |